# Baille
Pour les articles homonymes, voir Baille (homonymie).
Le Quartier Baille est un quartier du 5e arrondissement de Marseille.
Le quartier Baille prend son nom de l'artère principale qui le traverse : le Boulevard Baille. Celui-ci relie le secteur Timone (Hôpital et Facultés) à la place Castellane.
Origine du boulevard Baille :
c'était un boulevard fermé à chacune de ses extrémités, une sorte de cul-de-sac à deux côtés créé par des spéculateurs sur la propriété de monsieur Baille.
En 1857, puis en 1861, la ville acheta des terrains pour lui donner ouverture à l'ouest, sur la place Castellane, à l'est, vers le ruisseau du Jarret, créant ainsi une voie longue de 1300 mètres.(source évocation du vieux Marseille)
L'hôpital de la Conception, le Pôle Psychiatrie Centre et la Direction informatique et réseau de l'AP-HM (Assistance publique - Hôpitaux de Marseille) sont situés sur le boulevard Baille à proximité du CHU de la Timone.
On trouve sur ce boulevard quelques restaurants et commerces en tout genre, notamment des supérettes. Le boulevard Baille est un des axes principaux de Marseille sur lequel il est difficile de circuler aux heures de pointe. On peut de loin préférer les transports en commun : plusieurs lignes de bus et de métro sont à disposition avec notamment les stations Timone et Baille (Ligne 1) et Castellane (Ligne 1 & 2).
Le quartier Baille est essentiellement fréquenté par les étudiants en médecine ou pharmacie du fait de la proximité des facultés. Cela explique la multitude de boutiques de reprographie installées dans ce quartier, offrant leurs services aux étudiants. Il est de plus possible de croiser à certaines heures de la nuit en milieu de semaine toute une foule d'étudiants sortant des fameuses soirées étudiantes, ce qui confère une certaine animation au quartier.

## Démographie
| Année      | 1982   | 1990  | 1999  | 2006   | 2012   |
| ---------- | ------ | ----- | ----- | ------ | ------ |
| Population | 10 840 | 9 097 | 9 585 | 11 398 | 11 527 |